# Vitkindfläckig smörbult
Vitkindfläckig smörbult (Gobius gasteveni) är en bottenlevande fisk i familjen smörbultar som lever i östra Atlanten.

## Utseende
Likt alla smörbultar är den vitkindfläckiga smörbulten en långsträckt fisk med höga fenor. Den har två ryggfenor, den främre enbart med taggstrålar, den bakre med mjukstrålar. Kroppen är täckt av rödbruna fläckar eller längsstrimmor mot en blågrå bakgrund.. På huvudets sidor har den vita fläckar, och vid överdelen av bröstfenans bas har den en mörk fläck. Arten blir 12 cm lång.

## Vanor
Arten är en bottenfisk som lever på dyiga bottnar, ibland med inblandning av sten eller annat hårdare material, på ett djup mellan 35 och 270 m. Den lever framför allt i saltvatten, men kan gå upp i brackvatten.

## Utbredning
Den vitkindfläckiga smörbulten lever i östra Atlanten från västra Engelska kanalen till Madeira och Kanarieöarna.